# Wintu-Sprachen

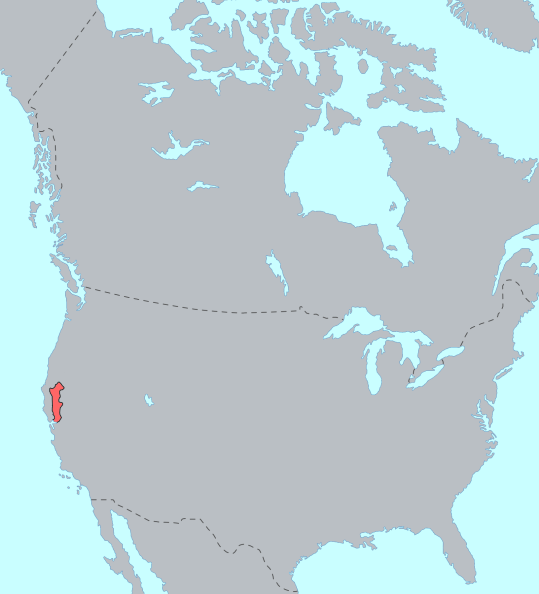
Verbreitung der Wintu-Sprachen vor Kontakt mit den Europäern

Die Wintu-Sprachen (auch Wintuan) sind eine kleine Sprachfamilie im Sacramento Valley in Kalifornien.

## Klassifikation
Die Familie umfasst vier Sprachen, von denen drei ausgestorben sind:
I. Nördlicher Zweig
1. Wintu (im engeren Sinn) (†)
2. Nomlaki (†)
II. Südlicher Zweig
3. Patwin (nur ein bekannter Sprecher im Jahr 2003)
4. Süd-Patwin (†)

## Verwandtschaft
Die Wintu-Sprachen werden oft als Bestandteil der Penuti-Sprachen klassifiziert. Die genetische Einheit der Penuti-Sprachen ist jedoch umstritten, daher gelten die Wintu-Sprachen nach Campbell (1997) und Mithun (1999) als eigenständige Sprachfamilie.